# Daniel Shanks
Daniel Shanks (* 17. Januar 1917 in Chicago; † 6. September 1996) war ein US-amerikanischer Mathematiker, der sich vor allem mit Zahlentheorie und numerischer Mathematik beschäftigte.

## Leben
Shanks studierte zunächst Physik an der University of Chicago (Bachelor 1937). Danach arbeitete er 1940 auf dem Aberdeen Proving Ground der US-Army (dem Ballistik-Forschungszentrum) und ab 1941 im Naval Ordnance Laboratory der US-Navy als Physiker und ab 1950 als Mathematiker. 1951 bis 1957 leitete er dort die Numerical Analysis Section (später Applied Mathematics Laboratory genannt). Er wurde 1954 an der University of Maryland in Mathematik promoviert. Die Dissertation hatte er schon 1949 fertiggestellt, und sie wurde auch aufgrund ihrer Qualität akzeptiert, die Universität bestand aber auf weiteren formalen Qualifikationen einer universitären Mathematikausbildung, die ihm bis dahin völlig abgingen. Ab 1957 arbeitete er am Naval Ship Research and Development Center beim David Taylor Model Basin in Bethesda (Maryland) als Berater und Senior Research Scientist. 1976 ging er, nachdem seine Forschungsgelder erheblich reduziert wurden, in den Ruhestand und wurde nach einem Jahr beim National Bureau of Standards Adjunct Professor an der University of Maryland.

## Werk
In seiner Dissertation führte er die Shanks-Transformation zur Konvergenzbeschleunigung ein. Mit John William Wrench, Jr. berechnete er {\displaystyle \pi } auf 100.000 Stellen. Er studierte auch Primzahlen der Form {\displaystyle n^{2}+1}, wofür er schon einen Vorläufer des später als Quadratisches Sieb (von Carl Pomerance) bekannten Algorithmus entwickelte. Weiter entwickelte er Methoden zur Berechnung der Klassenzahl quadratischer Zahlkörper. Am bekanntesten ist er als Autor eines Buches über Probleme in der elementaren Zahlentheorie (in dem auch ein Essay über „korrekte“ Vermutungen enthalten ist) und als Entdecker einer Anzahl zahlentheoretischer Algorithmen wie der Baby Step-Giant Step-Methode zur Berechnung des diskreten Logarithmus oder seine Faktorisierungsmethode mit quadratischen Formen (SQUFOF, square form factorization), die er allerdings nie veröffentlichte. Einige seiner Verfahren werden vielfach in der Kryptographie verwendet, durch die das Forschungsgebiet noch zu Shanks’ Lebzeiten einen enormen Aufschwung erhielt.
Er war von 1959 bis zu seinem Tod Mitherausgeber der Zeitschrift Mathematics of Computation (1943 unter dem Namen „Mathematical Tables and other Aids to Computation“ (MTAC) von einem Komitee des National Research Council der National Academy of Sciences der USA gegründet und anfänglich von Raymond Clare Archibald geführt).
1962 hielt er einen Vortrag auf dem Internationalen Mathematikerkongress in Stockholm (An inductive formulation of the Riemann Hypothesis).

## Schriften
- Solved and Unsolved Problems in Number Theory. 5. Auflage, AMS Chelsea, 2002 (zuerst 1962).

## Verweise
1. ↑  Nonlinear Transformation of divergent and slowly convergent sequences. Journal of Mathematics and Physics, Bd. 34, 1955, S. 1–42.
2. ↑  Calculation of {\displaystyle \pi } to 100,000 Decimals Mathematics of Computation, Bd. 16, 1962, S. 76–99.
3. ↑  A sieve method for factoring numbers of the form {\displaystyle n^{2}+1}. MTAC, Bd. 13, 1959, S. 78
4. ↑  Daniel Shanks: Analysis and Improvement of the Continued Fraction Method of Factorization, (unveröffentlicht, editiert von S. McMath 2004)

Daniel Shanks: SQUFOF Notes, (unveröffentlicht, editiert von S. McMath 2004)

Stephen S. McMath: Parallel integer factorization using quadratic forms, 2005

S. McMath, F. Crabbe, D. Joyner: Continued fractions and parallel SQUFOF, Int. J. Pure Appl. Math. 34 (2007) Nr. 1, S. 19–38

Jason E. Gower, Samuel S. Wagstaff, Jr.:  Square Form Factorization, Math. Comp. 77 (2008) Nr. 261, S. 551–588. (PDF; 309 kB) Darstellung, Einordnung und Analyse

| Personendaten    | Personendaten                  |
| ---------------- | ------------------------------ |
| NAME             | Shanks, Daniel                 |
| KURZBESCHREIBUNG | US-amerikanischer Mathematiker |
| GEBURTSDATUM     | 17. Januar 1917                |
| GEBURTSORT       | Chicago                        |
| STERBEDATUM      | 6. September 1996              |